# Geologische Wand im Botanischen Volkspark Blankenfelde-Pankow
Die Geologische Wand im Botanischen Volkspark Blankenfelde-Pankow ist ein geologisches Anschauungsobjekt im Botanischen Volkspark Blankenfelde-Pankow. Die Gesteinsmauer besitzt als Nationaler Geotop Denkmalstatus.
Die Geologische Wand entstand 1891–1895 nach einem Entwurf des Volksschullehrers Eduard Zache im Volkspark Humboldthain. 1912 wurde sie in die Botanische Anlage Blankenfelde umgesetzt. Die Wand stellt einen idealen Schnitt durch die Schichten der Erdkruste Mitteleuropas dar. Sie besteht aus 123 Gesteinsarten aus Brandenburg, dem Rheinland, Schlesien, Sachsen und Thüringen und ist 31 Meter breit und bis zu 2,5 Meter hoch. 2018 wurde die Wand in Kooperation von Technischer Universität Berlin und dem Verein der Geowissenschaftler in Berlin und Brandenburg komplett gereinigt und größtenteils saniert.
| Foto       | Nr. | Gruppe              | Bezeichnung                                          | Alter                    | Fundort                                                          |
| ---------- | --- | ------------------- | ---------------------------------------------------- | ------------------------ | ---------------------------------------------------------------- |
|            | 1   | Metamorphe Gesteine | Gneis                                                | > 600 Mio. Jahre         | erratisch / Skandinavien                                         |
|            | 2   | Metamorphe Gesteine | Augengneis                                           | ca. 700 Mio. Jahre       | Nossen im Muldetal bei der Steiermühle, Sachsen                  |
|            | 3   | Metamorphe Gesteine | Serizitgneis (Muskovit)                              | ca. 700 Mio. Jahre       | Nossen im Muldetal bei der Steiermühle, Sachsen                  |
|            | 03  | Metamorphe Gesteine | Gneis                                                | ca. 700 Mio. Jahre       | Nossen im Muldetal bei der Steiermühle, Sachsen                  |
|            | 4   | Metamorphe Gesteine | Eklogit                                              | ca. 600 - 460 Mio. Jahre | Eppenreuth, Fichtelgebirge, Bayern                               |
|            | 5   | Metamorphe Gesteine | Granulit                                             | ca. 600 - 460 Mio. Jahre | Böhrigen bei Nossen                                              |
|            | 6   | Metamorphe Gesteine |                                                      |                          |                                                                  |
|            | 7   | Metamorphe Gesteine | Glimmerschiefer (Gneis)                              | > 1 Mrd. Jahre           | erratisch / Skandinavien                                         |
|            | 8   | Metamorphe Gesteine | Phyllit                                              | ca. 470 Mio. Jahre       | Steinbruch am Südende der Stadt Nossen, Sachsen                  |
|            | 9   | Metamorphe Gesteine | Marmor                                               |                          | Weissenbrunn westlich Coburgs, Oberfranken, Bayern               |
|            | 12  | Metamorphe Gesteine | Granatgneis (Granatgruppe)                           |                          |                                                                  |
|            | 03  | Eruptivgesteine     | Granit                                               |                          |                                                                  |
|            | 10  | Eruptivgesteine     | Granit                                               |                          |                                                                  |
|            | 11  | Eruptivgesteine     | Granodiorit                                          |                          | Lausitz                                                          |
|            | 13  | Eruptivgesteine     | Granit, gneisartig                                   |                          |                                                                  |
|            | 14  | Eruptivgesteine     | Pegmatit                                             |                          | Nossen, Sachsen                                                  |
|            | 15  | Eruptivgesteine     | Rapakivi, granitähnliches Gestein                    |                          |                                                                  |
| 16. Syenit | 16  | Eruptivgesteine     | Syenit                                               |                          |                                                                  |
|            | 17  | Eruptivgesteine     | Diorit                                               |                          |                                                                  |
|            | 18  | Eruptivgesteine     | Gabbro                                               |                          | Nossen                                                           |
|            | 20  | Eruptivgesteine     | Gabbro                                               |                          | Ukraine                                                          |
|            | 21  | Kambrium            | Tonschiefer                                          |                          | Nossen                                                           |
|            | 22  | Kambrium            | Schalstein (Diabastuff)                              |                          |                                                                  |
|            | 23  | Kambrium            | Kieselschiefer                                       |                          | Nossen, Sachsen                                                  |
|            | 24  | Kambrium            | Grünstein (Diabas)                                   |                          | Nossen, Sachsen                                                  |
|            | 25  | Silur               | Tonschiefer                                          |                          | Nossen                                                           |
|            | 26  | Silur               | Kieselschiefer                                       |                          | Nossen                                                           |
|            | 27  | Devon               | Tonschiefer                                          |                          | Harz                                                             |
|            | 28  | Devon               | Kalkstein                                            |                          | Harz                                                             |
|            | 29  | Devon               | Grauwacke                                            |                          | Harz                                                             |
|            | 30  | Devon               | Sandstein                                            |                          | Harz                                                             |
|            | 31  | Devon               | Calceola (Rugosa)-Schichten                          |                          | Harz                                                             |
|            | 32  | Devon               | Tonschiefer (Wissenbacher Schiefer)                  |                          | Harz                                                             |
|            | 33  | Devon               | Tonschiefer                                          |                          | Harz                                                             |
|            | 34  | Devon               | Kalkstein mit Korallenresten                         |                          | Iberg, Harz                                                      |
|            | 36  | Devon               | Kupfererz                                            |                          | Rammelsberg bei Goslar, Harz                                     |
|            | 37  | Unterkarbon (Kulm)  | Dachschiefer                                         |                          | Lehesten (Thüringer Wald), Thüringen                             |
|            | 38  | Unterkarbon (Kulm)  | Tonschiefer                                          |                          | Lehesten (Thüringer Wald), Thüringen                             |
|            | 39  | Unterkarbon (Kulm)  | Grauwacke                                            |                          | Magdeburg                                                        |
|            | 40  | Unterkarbon (Kulm)  | Grauwacke                                            |                          | Magdeburg                                                        |
|            | 41  | Unterkarbon (Kulm)  | Grauwacke                                            |                          | Clausthal, Harz                                                  |
|            | Y   | Unterkarbon (Kulm)  | Eisenspatgang (Siderit-Gang)                         | ca. 350 Mio. Jahre       | vermutlich Siegerland (Siegerländer-Wieder-Spateisensteinbezirk) |
|            | 42  | Oberkarbon          | Sandstein                                            |                          |                                                                  |
|            | 43  | Oberkarbon          | Schieferton                                          |                          |                                                                  |
|            | 44  | Oberkarbon          | Steinkohle                                           |                          |                                                                  |
|            | 45  | Oberkarbon          | Steinkohle                                           |                          |                                                                  |
|            | 46  | Oberkarbon          | Sandstein                                            |                          |                                                                  |
|            | 47  | Rotliegendes        | Konglomerat                                          |                          | Ilfeld, Harz                                                     |
|            | 48  | Rotliegendes        | Sandstein                                            |                          | Ilfeld, Harz                                                     |
|            | 49  | Rotliegendes        | Schieferton                                          |                          | Ilfeld, Harz                                                     |
|            | 50  | Rotliegendes        | Steinkohle                                           |                          | Ilfeld, Harz                                                     |
|            | 51  | Rotliegendes        | Sandstein                                            |                          | Neustadt/Harz                                                    |
|            | 52  | Rotliegendes        | Konglomerat                                          |                          | Neustadt/Harz                                                    |
|            | 53  | Rotliegendes        | Porphyrit                                            |                          | Neustadt/Harz                                                    |
|            | 54  | Rotliegendes        | Melaphyr                                             |                          | Zwickau                                                          |
|            | 55  | Rotliegendes        | Pechstein, vulkanisches Glas                         |                          | Zwickau                                                          |
|            | 56  | Rotliegendes        | Porphyr                                              |                          | Löbejün bei Halle                                                |
|            | 57  | Rotliegendes        | Porphyrtuff                                          |                          | Ilmenau, Thüringen                                               |
|            | 58  | Zechstein           | Zechsteinkonglomerat                                 |                          | Mansfeld bei Halle                                               |
|            | 59  | Zechstein           | Kupferschiefer                                       |                          | Mansfeld bei Halle                                               |
|            | 60  | Zechstein           | Kalkstein                                            |                          | Mansfeld bei Halle                                               |
|            | 61  | Zechstein           | Rauchwacke (Dolomit)                                 |                          | Niedersachswerfen, Harz                                          |
|            | 63  | Zechstein           | Anhydrit                                             |                          | Staßfurt                                                         |
|            | 152 | Zechstein           | Riffkalk                                             |                          | Pößneck, Thüringen                                               |
|            | 73  | Buntsandstein       | Rogenstein                                           |                          | Harzvorland                                                      |
|            | 74  | Buntsandstein       | Sandstein                                            |                          | Maingebiet                                                       |
|            | 75  | Buntsandstein       | Sandstein                                            |                          | Hessische Senke                                                  |
|            | 76  | Buntsandstein       | Gips                                                 |                          | Rüdersdorf bei Berlin                                            |
|            | 77  | Muschelkalk         | Kalkstein (Wellenkalk)                               |                          | Rüdersdorf bei Berlin                                            |
|            | 78  | Muschelkalk         | Kalkstein (Wellenkalk)                               |                          | Rüdersdorf bei Berlin                                            |
|            | 79  | Muschelkalk         | Kalkstein (Wellenkalk)                               |                          | Rüdersdorf bei Berlin                                            |
|            | 80  | Muschelkalk         | Kalkstein (Schaumkalk)                               |                          | Rüdersdorf bei Berlin                                            |
|            | 81  | Muschelkalk         | Kalkstein (Schaumkalk)                               |                          | Rüdersdorf bei Berlin                                            |
|            | 82  | Muschelkalk         | Kalkstein (Schaumkalk)                               |                          | Rüdersdorf bei Berlin                                            |
|            | 83  | Muschelkalk         | Kalkstein (Schaumkalk)                               |                          | Rüdersdorf bei Berlin                                            |
|            | 84  | Muschelkalk         | Kalkstein (Myophorienschicht)                        |                          | Rüdersdorf bei Berlin                                            |
|            | 85  | Muschelkalk         | Kalkstein                                            |                          | Rüdersdorf bei Berlin                                            |
|            | 86  | Muschelkalk         | Kalkstein                                            |                          | Schlesien                                                        |
|            | 87  | Muschelkalk         | Dolomit                                              |                          | Schlesien                                                        |
|            | 90  | Muschelkalk         | Brauneisenstein (Limonit), Erz mit Verwitterungszone |                          |                                                                  |
|            | 61  | Muschelkalk         | Bleierz                                              |                          | Schlesien                                                        |
|            | 93  | Keuper              | Sandstein                                            |                          | Coburg                                                           |
|            | 94  | Jura                | Sandstein, Lias                                      |                          | Burgpreppach, Franken                                            |
|            | 95  | Jura                | Eisenerz mit Ammoniten                               |                          | Bad Harzburg                                                     |
|            | 96  | Jura                | Sandstein, Dogger                                    |                          | Maingebiet                                                       |
|            | 97  | Jura                | Korallenoolith, Malm                                 |                          | Goslar, Harz                                                     |
|            | 98  | Jura                | Kalkstein, Malm                                      |                          | Goslar, Harz                                                     |
|            | 99  | Jura                | Dolomit, Malm                                        |                          | Goslar, Harz                                                     |
|            | 100 | Kreide              | Sandstein                                            |                          | Goslar, Harz                                                     |
|            | 101 | Kreide              | Sandstein                                            |                          | Goslar, Harz                                                     |
|            | 102 | Kreide              | Sandstein                                            |                          | Goslar, Harz                                                     |
|            | 103 | Kreide              | Flammenmergel                                        |                          | Goslar, Harz                                                     |
|            | 104 | Kreide              | Kalkstein                                            |                          | Goslar, Harz                                                     |
|            | 105 | Kreide              | Sandstein                                            |                          | Goslar, Harz                                                     |
|            | 106 | Kreide              | Sandstein                                            |                          | Niederschlesien                                                  |
|            | 107 | Kreide              | Sandstein                                            |                          | Goslar, Harz                                                     |
|            | 108 | Kreide              | Sandstein                                            |                          | Elbsandsteingebirge                                              |
|            | 109 | Kreide              | Mergel (Pläner)                                      |                          | Weinböhla bei Meißen                                             |
|            | 110 | Kreide              | Sandstein                                            |                          | Schlesien                                                        |
|            | 111 | Kreide              | Sandstein                                            |                          | Schlesien                                                        |
|            | 116 | Tertiär             | Basalt                                               |                          |                                                                  |
|            | 151 | Tertiär             | Quarzit                                              |                          | Osterfeld (Sachsen-Anhalt)                                       |
|            | 123 | Pleistozän          | Muschelkalk mit eiszeitlichem Gletscherschliff       |                          | Rüdersdorf bei Berlin                                            |
|            | 150 | Pleistozän          | Sandstein                                            |                          |                                                                  |